# David (cráter)
David es un cráter de impacto de 23 km de diámetro del planeta Mercurio. Debe su nombre al pintor francés Jacques-Louis David (1748-1825), y su nombre fue aprobado por la  Unión Astronómica Internacional en 2013.